# Cornerstone (Styx)
| Recensione                        | Giudizio   |
| --------------------------------- | ---------- |
| AllMusic                          | [ 4 ]      |
| The New Rolling Stone Album Guide | [ 5 ]      |
| Sputnikmusic                      | 3.1 (Good) |
| Dizionario del Pop-Rock           | [ 7 ]      |

Cornerstone è il nono album del gruppo musicale Styx, pubblicato nell'ottobre del 1979 per l'etichetta discografica A&M Records.
Contiene il singolo di maggior successo del gruppo, Babe, arrivato fino al primo posto della Billboard Hot 100, altri singoli contenuti nell'album ed entrati nella medesima Chart: Why Me (che si posizionò al ventiseiesimo posto) e Borrowed Time (classificata al sessantaquattresimo posto).
L'album raggiunse la seconda posizione della classifica Billboard 200.

## Tracce
Lato A
1. Lights – 4:37 (Tommy Shaw, Dennis DeYoung)
2. Why Me – 3:53 (Dennis DeYoung)
3. Babe – 4:26 (Dennis DeYoung)
4. Never Say Never – 3:07 (Tommy Shaw)
5. Boat on the River – 3:10 (Tommy Shaw)

Lato B
1. Borrowed Time – 4:58 (Dennis DeYoung, Tommy Shaw)
2. First Time – 4:23 (Dennis DeYoung)
3. Eddie – 4:15 (James Young)
4. Love in the Midnight – 5:22 (Tommy Shaw)

## Formazione
- Tommy Shaw - chitarra elettrica, chitarra acustica, mandolino, autoharp, voce
- James Young - chitarre, chitarra sintetizzatore, autoharp, voce
- Dennis DeYoung - tastiere, voce
- Chuck Panozzo - basso, contrabbasso, voce
- John Panozzo - percussioni, voce

Musicista aggiunto
- Steve Eisen - sassofono (brano: Why Me)

Note aggiuntive
- Styx - produttori
- Registrazioni effettuate al The Pumpkin Studios di Oak Lawn, Illinois (Stati Uniti)
- Gary Loizzo e Rob Kingsland - ingegneri delle registrazioni
- T. J. (Ted Jensen) - ingegnere masterizzazione
- Ed Tossing - arrangiamento strumenti a fiato
- Arnie Roth - arrangiamento strumenti ad arco
- Mick Haggerty - package design
- Aaron Rapoport - fotografia
- Marc Hauser e Tony D'Orio - ritratti fotografici (interno copertina album)
- Ros Cross - styling[12]